# Emma Greenwell
Emma Greenwell (* 14. Januar 1989 in New York) ist eine US-amerikanische Schauspielerin.

## Leben
Emma Greenwell wurde als Tochter eines britischen Vaters und einer französischen Mutter in den Vereinigten Staaten geboren, wuchs jedoch in London, England auf. Sie wollte schon in jungen Jahren Schauspielerin werden, hatte damit nach der Highschool allerdings noch kein Glück. Greenwell besuchte ein Jahr lang die Academy of Music and Drama Arts in London. Nachdem sie nach Los Angeles zurückgezogen war, bekam sie ihre erste Rolle. Bekannt wurde sie durch die Verkörperung von Mandy Milkovich in der Serie Shameless seit 2012. Ihre erste Rolle in einem Spielfilm spielte Emma Greenwell 2013 in dem Thriller Holy Ghost People von Mitchell Altieri.

## Filmografie
- 2012: True Blood (Fernsehserie, 3 Folgen)
- 2012–2016: Shameless (Fernsehserie, 32 Folgen)
- 2013: Holy Ghost People
- 2014: Law & Order: Special Victims Unit (Fernsehserie, Folge 15x24)
- 2015: Im Herzen Wild (Dare to Be Wild)
- 2015: Stolz und Vorurteil und Zombies (Pride and Prejudice and Zombies)
- 2016: Love & Friendship
- 2016–2018: The Path (Fernsehserie, 36 Folgen)
- 2019: The Rook (Fernsehserie, 8 Folgen)
- 2019: Der Biss der Klapperschlange (Rattlesnake)